# 雪恩市镇
雪恩市镇（瑞典語：Tjörns kommun）是瑞典西部西约塔兰省的一个市镇，覆盖雪恩島全岛。其治所位于谢尔港。